# 神祇官
神祇官（日语：じんぎかん、かみづかさ、かんづかさ）是日本律令制中设立的负责朝廷祭祀的官署名称。唐名为大常寺（たいじょうじ）。其长官为神祇伯。
“神祇”中，神指的是天神天津神，而祇指的是地祇国津神。正如其名所示，神祇官负责祭祀事务。

## 概要
古代律令制中的神祇官是负责朝廷祭祀的官署，统管各地的官社。
在《养老律令》的职员令（二官八省）中，神祇官被列在太政官之前，地位高于太政官。神祇官的名称在《大宝律令》制定之前的史书中已有出现，因此推测在《飞鸟浄御原令》等法令中已经设立，但由于缺乏记录。

## 构成
四等官
- 长官为神祇伯，唐名有大常伯（たいじょうはく）、大常卿（たいじょうけい）、大卜令（たいぼくれい）、祠部尚书（しほうしょうしょ）
- 次官为神祇副（大副・少副），唐名为大常小卿、祠部员外郎
- 判官为神祇祐（大祐・少祐），唐名为大常丞、大卜丞
- 主典为神祇史（大史・少史），唐名为大常录事、大卜令史、祠部主事、祠部令史、大常主簿

伴部中设有神部（30人）和卜部（日语：および卜部）（20人），负责杂务的使部（日语：雑事を行う使部）（30人），以及直丁（2人）。神部的官员被称为番上官，卜部则有一部分被称为才伎长上，其余则为番上官。此外，还有令中没有提及的巫（かんなぎ，女性）和户座（へざ，少年）、御火炬（みひたき，少女）也属于该系统。
其对应的位阶较低，神祇伯的位阶相当于从四位下，这比太政官常设长官的左大臣（相当于正二位或从二位）低得多。左大弁、右大弁（相当于从四位上）、大宰帅（相当于从三位）、七省长官（相当于正四位下）等职位均高于神祇伯。尽管在职员令中，神祇官的地位高于太政官，但在文书行政上却低于太政官。
到平安时代初期，律令制的原则依然得以维持，因此神祇伯的职位并不被大家族垄断，但之后忌部氏和大中臣氏（与藤原氏同族）开始占据神祇官的要职。后来，花山源氏白川家代代担任神祇伯的职位，虽然其实际为臣民但也被称为王，故称为白川伯王家。

## 官衙

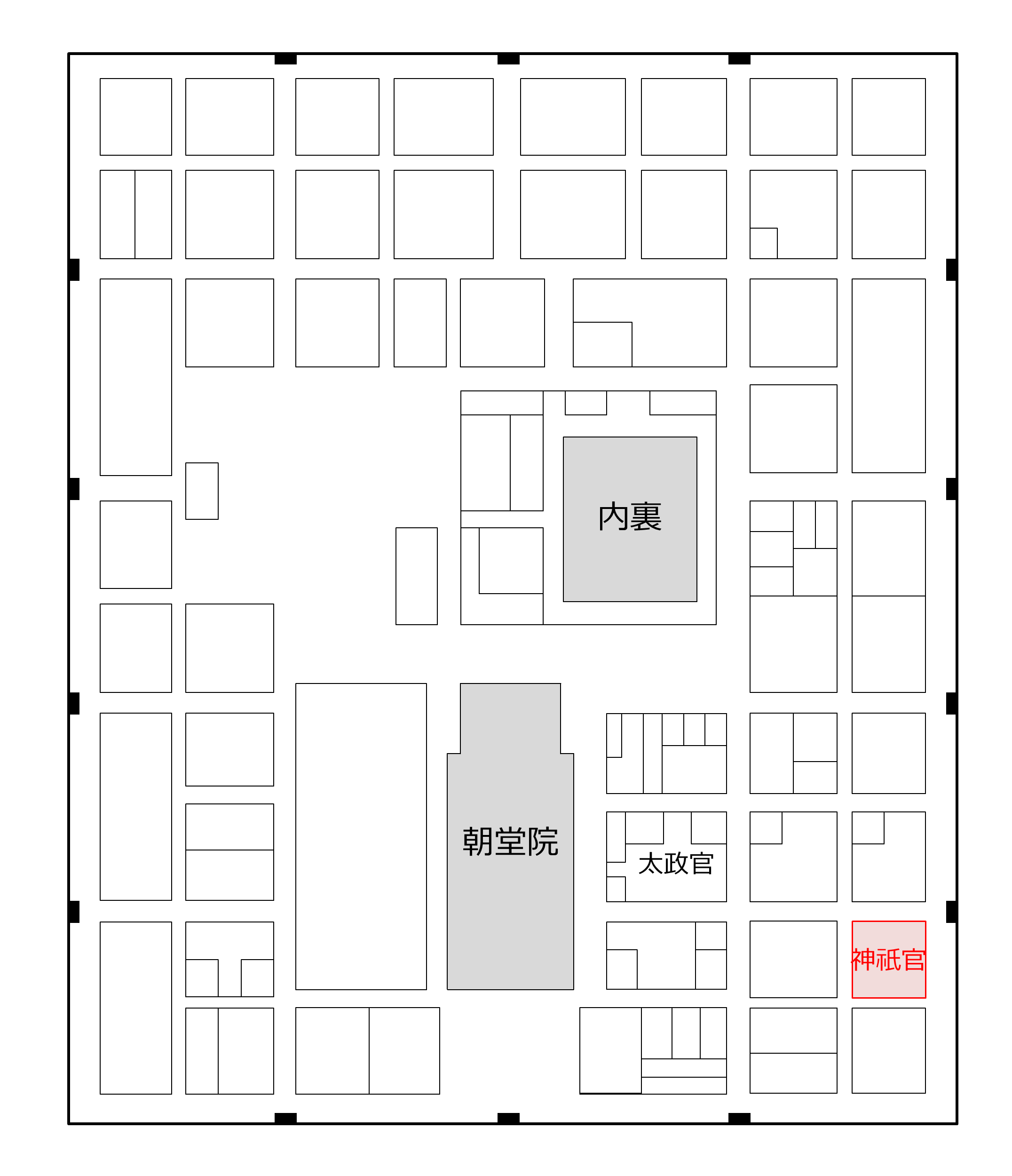
平安京大内里中神祇官的位置
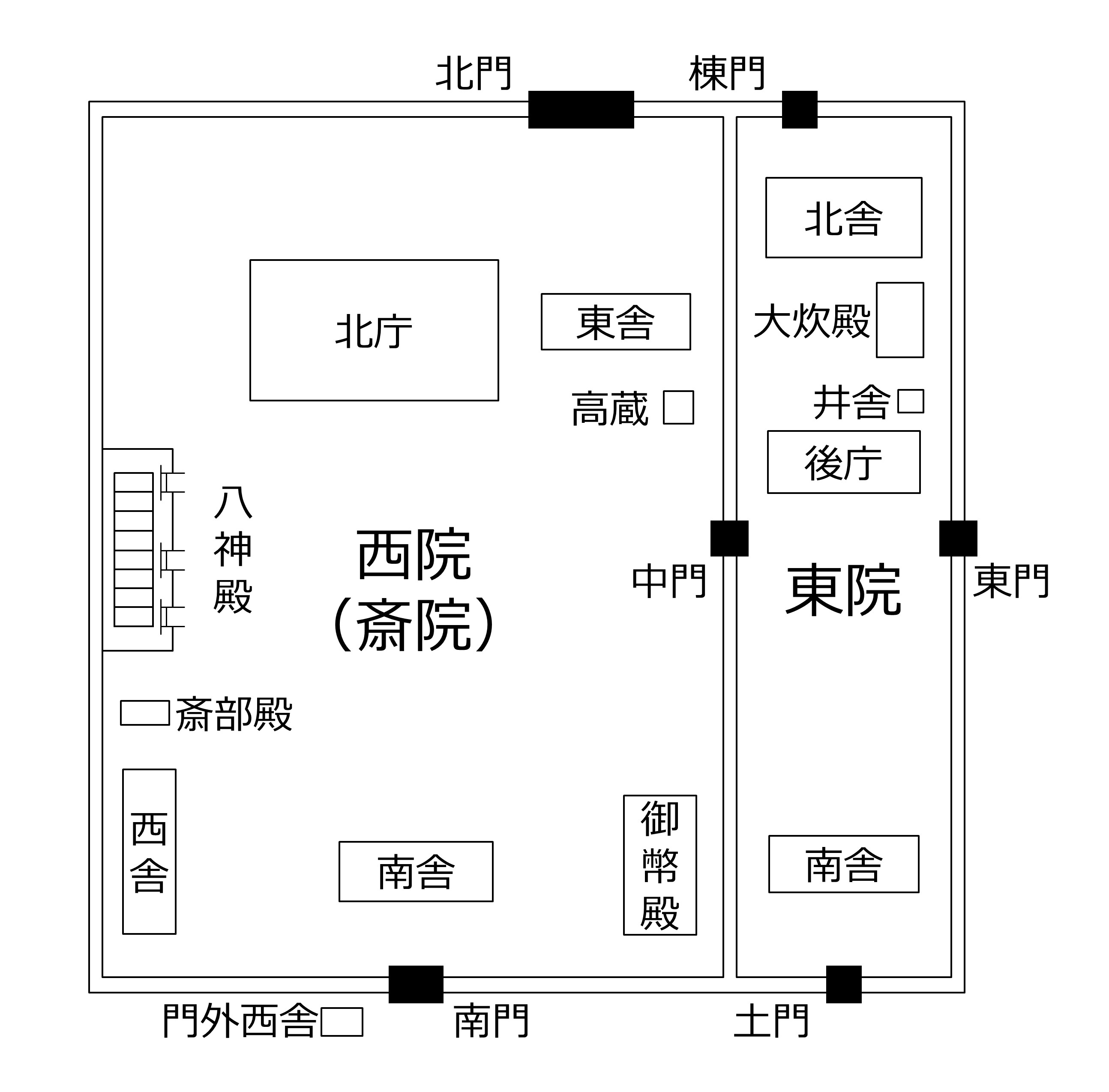
神祇官配置图

神祇官的官衙位于大内里南东，由被称为神殿的正殿（北厅）、公卿在仪式时落坐的南舍，供奉守护天皇的八神的八神殿等组成。
里内裏成为正式内里后，大内里的许多官衙被废除，但神祇官的官衙在天正年间仍然保留着。

## 职责
神祇官负责祭祀神祇，管理各国的祝部（在神主或禰宜之下的神职人员，从神户中选出）名册和神户的户籍，以及实施大嘗祭和镇魂祭，掌管巫（かんなぎ）和亀卜等事务。
神祇令规定的实际祭典活动如下（以下月份均为旧历（农历））：
- 2月：祈年祭（日语：祈年祭）
- 3月：镇花祭
- 4月：神衣祭（日语：機殿神社）、大忌祭、三枝祭（日语：率川神社）、风神祭
- 6月：月次祭（日语：月次祭）、鎮火祭、道饗祭（日语：道饗祭）
- 7月：大忌祭、风神祭
- 9月：神衣祭、神嘗祭（日语：神嘗祭）
- 11月：相嘗祭、镇魂祭（日语：鎮魂祭）、大嘗祭（日语：大嘗祭）
- 12月：月次祭、鎮火祭、道饗祭

在其中，祈年祭、月次祭和大嘗祭（新嘗祭）时，各国的祝部会被召集，接受来自忌部的幣帛（供物）。后来为了统一全国范围内的祭祀（即神社机构），原本地位较低的神祇官与太政官并置。

### 神部
伴部中的神部主要负责祭祀神事的各项实务，但令制中并没有明确规定其职务（《令集解》职员令注释）。据斋部广成的《古語拾遺》的记载，过去任命的氏族包括中臣、斎部（忌部）、猿女、镜作、玉作、盾作（日语：たてぬい）、神服（日语：かんはとり）、倭文（日语：倭文氏）、麻绩等所谓的“名负氏”。

### 卜部与宫主
卜部主要进行龟卜，此外还负责大祓的解除仪式，以及在6月、12月的道饗祭和镇火祭中奉仕。由于这些仪式的性质，有说法认为神部负责传统神道的祭祀，而卜部则进行阴阳道的祭祀。